# العسقة (حبيش)

تعديل مصدري - تعديل

العسقة محلة تابعة لقرية المعشار، التابعة لعزلة بني شبيب بمديرية حبيش إحدى مديريات محافظة إب في الجمهورية اليمنية، بلغ تعداد سكانها 62 حسب تعداد اليمن لعام 2004.